# Alexander Hahn (Fußballspieler)
Alexander Hahn (* 20. Januar 1993 in Omsk, Russland) ist ein deutscher Fußballspieler, der seit Juli 2024 beim MSV Duisburg unter Vertrag steht.

## Karriere
Alexander Hahn spielte in der Jugend anfangs in Neuenhaus-Veldhausen und im benachbarten Nordhorn. Bald wurde er in die Kreisauswahl, die Niedersachsenauswahl und das DFB-Stützpunktteam berufen. Mit der U-13 des Kreises wurde er Niedersachsenmeister und die Talentsucher der großen Vereine wurden auf ihn aufmerksam. Mit 14 Jahren wechselte er an das Internat und in die U-15 des SV Werder Bremen. Kurz nach seinem 15. Geburtstag spielte er erstmals in der U-17 der Hanseaten und wurde danach auch mehrfach in die deutsche U-16- und U-17-Nationalmannschaft berufen.
Hahn ist ein vielseitiger Spieler, der als Spielmacher entdeckt wurde, bei Werder in der C-Jugend spielte er noch auf der linken Abwehrseite, in der B-Jugend war er Innenverteidiger und in der A-Jugend rückte er ins defensive Mittelfeld auf. Er wurde im Verein immer frühzeitig in den höheren Altersklassen eingesetzt, 2009/10 absolvierte er neben 20 U-17-Spielen bereits neun U-19-Spiele. Und in der Saison 2011/12 spielte er mit 18 Jahren noch in der A-Jugend-Bundesliga Nord/Nordost und stand aber auch schon im Kader der zweiten Mannschaft in der 3. Liga. Dort wurde er auch gleich am ersten Spieltag von Beginn an eingesetzt und erzielte sein erstes Tor im Profifußball. Im Sommer 2013 wechselte er zum Regionalligisten SV Meppen und im darauf folgenden Jahr zum 1. FC Saarbrücken. Nach drei Spielzeiten beim 1. FC Saarbrücken, mit dem er den Aufstieg in die 3. Liga in der Saison 2014/15 nur knapp verpasste, wechselte Hahn zum FC 08 Homburg in die Oberliga Rheinland-Pfalz/Saar. Mit dem FCH wurde er Meister und stieg wieder in die Regionalliga auf. In der Sommerpause 2019 wechselte er zum West-Regionalligisten Rot-Weiss Essen. Seit Sommer 2021 spielt er in der 3. Liga für Aufsteiger FC Viktoria 1889 Berlin.
Zu Beginn der Saison 2022/23 wechselte er zu Preußen Münster. Mit Preußen Münster gelang ihm in der Saison 2022/23 der Aufstieg in die 3. Liga sowie in der folgenden Saison 2023/24 der direkte Durchmarsch in die 2. Fußball-Bundesliga. Bei der folgenden Aufstiegsfeier machte Hahn am 19. Mai 2024 seiner Freundin Hannah auf der Bühne vor dem Münsteraner Rathaus am Prinzipalmarkt im Beisein von etwa 7.000 Menschen eine Heiratsantrag.
Zur neuen Saison wechselte er zum MSV Duisburg.

## Erfolge
FC 08 Homburg
- Meister der Oberliga Rheinland-Pfalz/Saar und Aufstieg in die Regionalliga West: 2019

Preußen Münster
- Meister der Regionalliga West und Aufstieg in die 3. Liga: 2023
- Aufstieg in die 2. Bundesliga: 2024

MSV Duisburg
- Meister der Regionalliga West und Aufstieg in die 3. Liga: 2025